# Bandiera rivoluzionaria delle X giornate di Brescia
Il Risorgimento italiano ha avuto i suoi personaggi, i suoi eroi e intorno ai colori verde, bianco e rosso anche le sue bandiere.
A Brescia dal 23 marzo al primo aprile 1849 si combattevano le Dieci Giornate, nata dalla ribellione del popolo bresciano all'oppressione austriaca che ebbe un finale inaspettato per i ribelli, ricordata come la più importante sconfitta della prima guerra d’Indipendenza italiana.
Molti sono gli atti per cui si ricordano i cittadini che si sono sacrificati per la liberazione, numericamente inferiori e male armati rispetto ad un esercito, quello austriaco, organizzato e addestrato alla guerra. 
Sono giunti a noi tanti reperti, cimeli e documenti di quella epica epopea che molti ricordano anche come la “Decade bresciana”. Tra queste testimonianze degna di nota è una quadrilogia pittorica di Faustino Joli, ritenuto tra i massimi esponenti della pittura bresciana dell’800.

## Il pittore Faustino Joli e i dieci giorni della rivolta bresciana
Lo Joli nacque a Brescia nel 1814 e fin da ragazzo emerse in lui uno spiccato talento artistico aiutato nello sviluppo dal padre Gerolamo anch’egli pittore. Faustino Joli fu, come molti altri, testimone involontario della rivolta di Brescia e quindi vide le azioni belliche austriache nel tentativo di pacificare la sommossa, la distruzione, gli atti di coraggio dei suoi concittadini, i tumulti, le barricate improvvisate, l’odore del sangue, la volontà di sopravvivenza al tremendo assedio di un popolo. 
Negli anni cinquanta dell’800 dipinse quattro piccoli olii su tela che rappresentano una istantanea di grande importanza su alcuni episodi salienti della “Decade bresciana”. I quattro dipinti sono colmi di particolari e dettagli ripresi dal vero e rappresentano la precisa cronaca del 31 marzo 1849 da mattina a sera che fu il segno dell’ultima fiammata di rivolta contro l’occupante austriaco prima della definitiva capitolazione nella giornata del primo aprile.
In sequenza le quattro tele fissano i seguenti episodi: 
- Ore 12.00 - Adunanza in piazza Vecchia (oggi piazza della Loggia) dove dalla loggia del palazzo municipale il Sangervasio, avvocato e patriota eletto a capo della deputazione municipale, legge alla folla l'intimazione alla resa della città emanata dal comandante austriaco Julius Jacob von Haynau, documento che venne respinto dalla popolazione con forza.
- Ore 14.30/15.00 - Piazza dell’Albera (oggi piazzetta Tito Speri) dove un gruppo di insorti bloccano la discesa dal castello di un plotone di austriaci infliggendo loro enormi perdite. Tra i caduti nemici vi fu anche il colonnello Miletz ucciso da un certo Cesare Zanini poi colpito a morte a sua volta e qui sapientemente ritratto con una feluca da ufficiale in testa ed una spada sottratte al cadavere dello stesso alto ufficiale austriaco che nel mentre viene trascinato per le gambe ormai esanime da due insorti bresciani.
- Ore 16.00 - combattimenti presso la contrada di San Barnaba e omonima chiesa tra gli insorti bresciani e gli austriaci che nel mentre sono riusciti a sfondare le barricate di porta Torrelunga (oggi viale Venezia). Dopo un paio d’ore di scontri gli austriaci si ritirano nuovamente presso piazza dei Grani (oggi piazza Arnaldo).
- Serata del 31 marzo – Piazza dei Grani vandalizzata e saccheggiata con scene di brutalità nei confronti degli abitanti da parte dell’esercito austriaco.

## La bandiera della rivoluzione bresciana del 1849

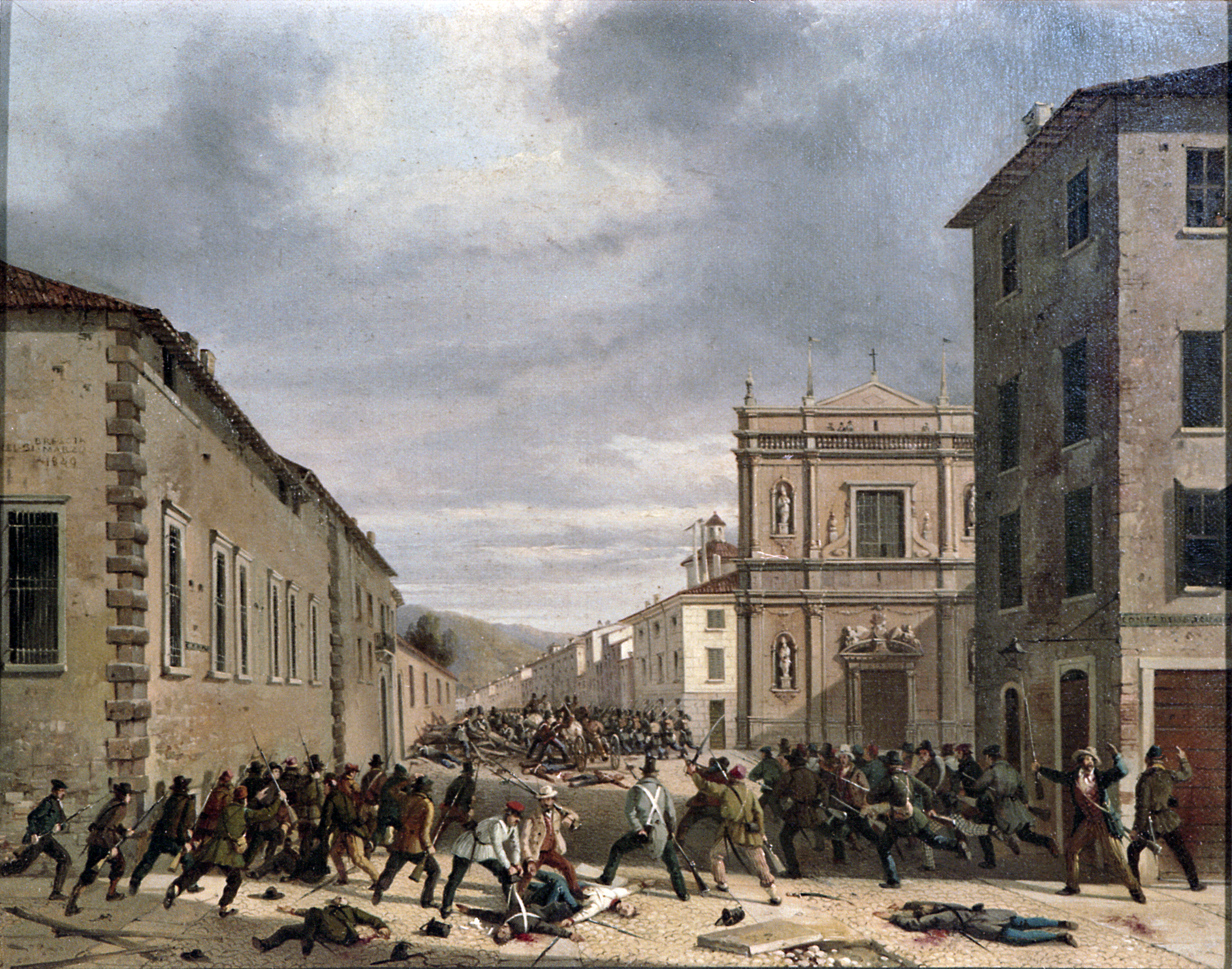
Scontri a contrada San Barnaba

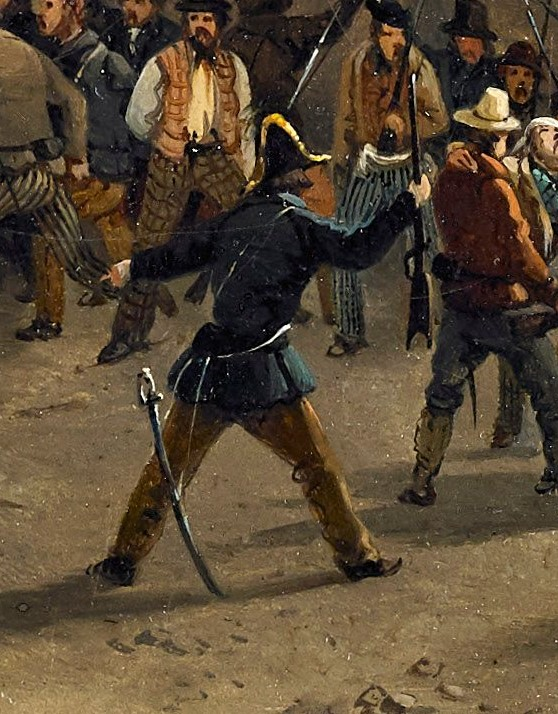
Cesare Zanini di spalle con un fucile di precisione in mano dopo aver colpito a morte il tenente colonnello Miletz. Indossa la feluca e la spada come trofeo di guerra dell'estinto ufficiale austriaco Miletz

Il primo dipinto dei quattro prodotti dal pittore Joli raffigura la reazione bresciana radunata presso il palazzo del Municipio dopo la lettura del proclama di Haynau e il conseguente dispiegamento di alcuni vessilli. La piazza si presenta gremita di persone, alcuni individui si muovono tenendo in mano un cappello in equilibrio su di un bastone a ricordo del copricapo frigio simbolo della libertà usato durante Rivoluzione francese. Alle finestre di alcuni palazzi altre persone sventolano dei fazzoletti con diversi colori bianco e rosso oppure bianco, rosso e verde. Tra la gente in piazza si scorgono individui che stanno srotolando una bandiera con i colori nazionali. Ma il dettaglio più importante è dato dalla bandiera dipinta esattamente nel centro della piazza. Faustino Joli ha idealmente consegnato alla memoria storica nazionale lo stendardo ufficiale delle “Dieci giornate di Brescia” ed è l’unica immagine di questo genere a noi pervenuta.

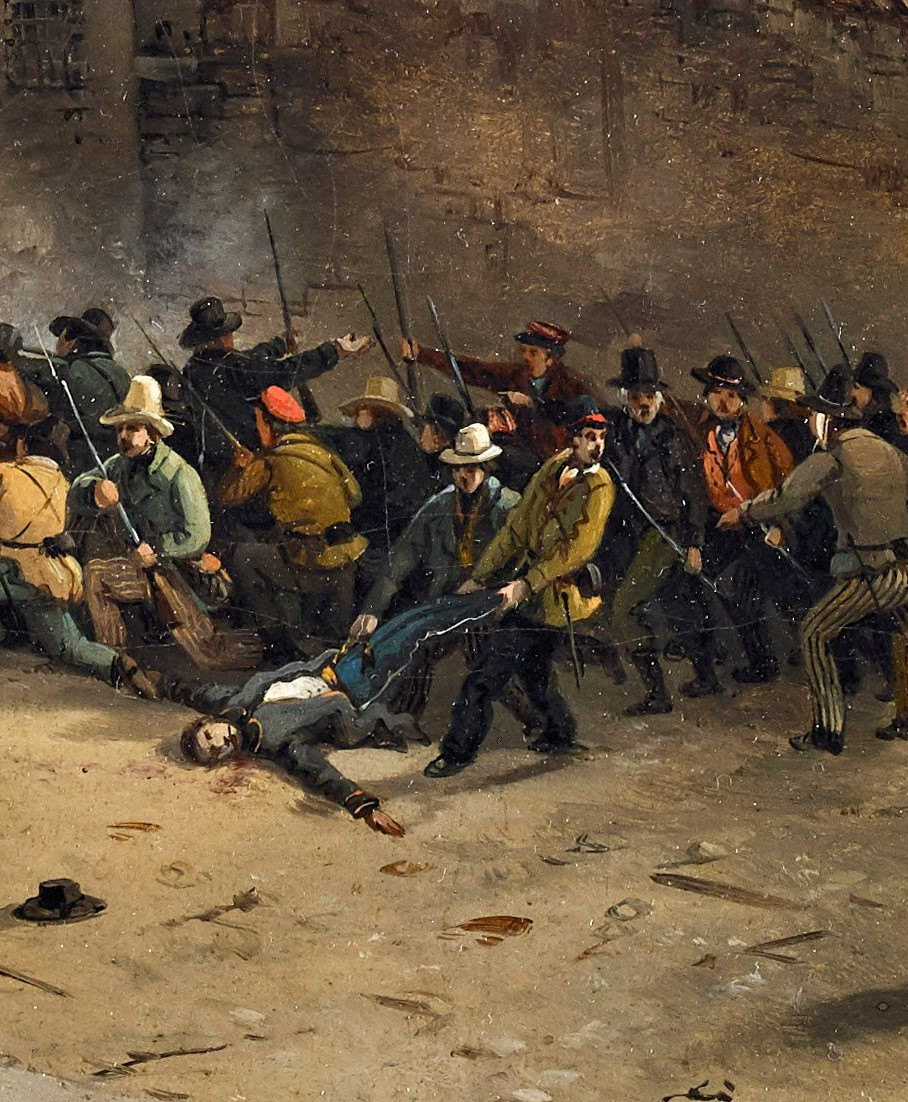
Il tenente colonnello Miletz, colpito a morte dal rivoltoso Zanini, trascinato per le gambe da due insorti per essere esposto al popolo bresciano

Dominante su tutta la scena troviamo infatti una bandiera quadricolore. La forma di tale vessillo è simile ad un quadrato dalle ipotetiche misure di un metro di lato, derivante da quella antica usanza francese (accentuata sotto Napoleone I con la creazione della prima Repubblica italiana) di costituire così i propri stendardi militari. I colori sono quattro: l'esterno si presenta verde su tre lati seguito da due quadrati rosso e bianco. All'interno del quadrante bianco infine troviamo un altro quadrato rosso. A prima vista osservando questa bandiera potremmo dare definizioni affrettate che vanno dalla mala confezione fino ad una svista dello stesso pittore; invece nulla di più sbagliato, infatti lo Joli dipinge il vero, in quanto escludendo l'ultimo quadrante centrale rosso, un modello simile di bandiera con l’ordine di colori verde, rosso e bianco appare per la prima volta in tale foggia dall’aprile del 1848 fino ai primi mesi del 1849 durante la rivoluzione siciliana.

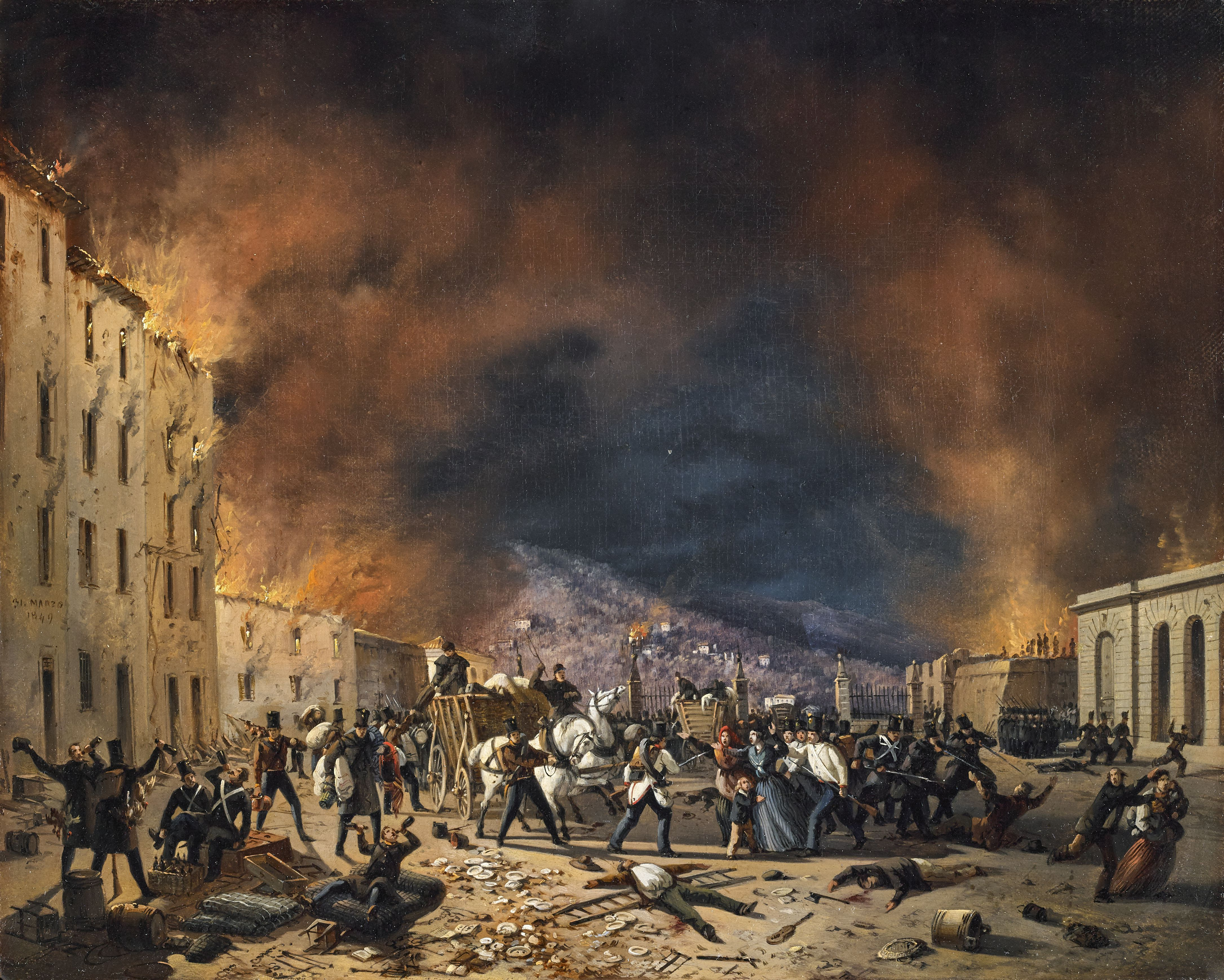
Atti di violenza da parte delle truppe austriache in piazza dei Grani

Sicuramente il vessillo borbonico fu da esempio per Brescia che decise di adottarlo simile anzi caricandoci anche come detto prima un quarto quadrante rosso che rappresenta idealmente la rivoluzione visto che quello stesso giorno, il 31 marzo 1849, durante gli scontri a porta Torrelunga fece la sua apparizione una bandiera rossa che riprendeva il simbolico stendardo della Rivoluzione francese.

Certo è che l'epopea napoleonica carica dei suoi simboli non abbandona lo spirito bresciano, antico spettro che si risolleva con le mancate aspirazioni unitarie del 1848/49. Carlo Alberto, il re Tentenna, perde la prima guerra d’Indipendenza e da Brescia viene visto come un traditore degli unitari ideali e tutto questo vuoto permette anche se in un brevissimo lasso di tempo la ricomparsa di antichi simboli per dare una ragione d'essere alla lotta.

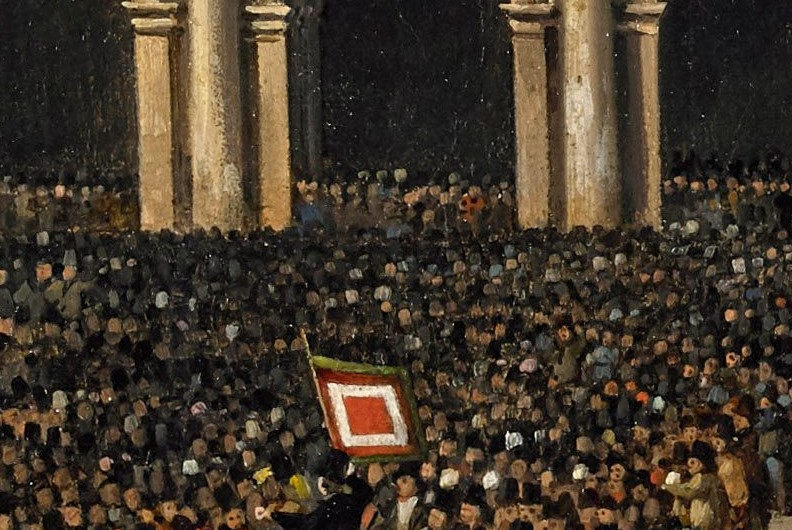
Particolare della bandiera tricolore caricata al centro di un ulteriore riquadro rosso simbolo della rivoluzione bresciana del marzo 1849

La storiografia vessillologica d'Italia è ancora molto nebulosa ma sono emerse nuove chiavi di lettura per comprendere quei momenti. Dal 1861 la storia nazionale concentrò tutto lo sforzo unitario sulla dinastia sabauda andando a obliare bandiere e governi precedenti; tutto questo fino all’anno 2000 quando su impulso di Carlo Azelio Ciampi, Presidente della Repubblica italiana, si decise che il Capo dello Stato avrebbe avuto come insegna di rappresentanza proprio la bandiera della Repubblica italiana del 1802-1805, caricata dell'emblema in oro (stella all’interno di una ruota dentata contornate da rami di ulivo e quercia) e guarnita di una bordatura azzurra, simbolo del comando militare.
La forma della bandiera del nostro paese nel corso delle guerre di Indipendenza, si dimostra quindi profondamente diramata in ambiti territoriali e personali, alcune volte difficili da capire perfino per l'esperto. Nell’immaginario collettivo la bandiera nazionale italiana è quella che tutti conosciamo ufficialmente ma la realtà è molto diversa, a tratti affascinante e Brescia ebbe la sua personale bandiera con i nazionali colori.

## Galleria d'immagini

Ricostruzione della bandiera dal dipinto dello Joli